# 覇権主義

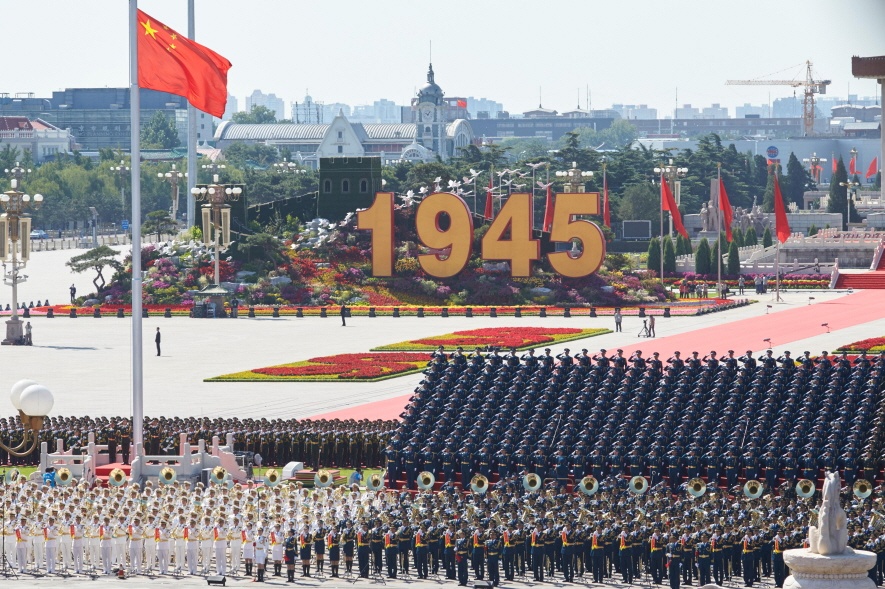
中国の抗日戦勝70周年式典（2015年）

覇権主義（はけんしゅぎ、hegemonism）とは、影響力を拡大させるために一つの大国が軍事面・経済面・政治面で自国より弱い他の国々に介入し、その国の主権を侵害し続けること。
通常では批判的な文脈で用いられることが多い。古い時代の使用例も見られるが、冷戦以降は超大国を形容する通例的な用語となり、主にアメリカ・ソ連・ロシア・中華人民共和国への批判に使う。

## 概要
1972年の米中共同声明（上海コミュニケ）において、「中国は決して超大国にならず、あらゆる種類のパワーポリティクスとヘゲモニーに反対する」との言い回しの言葉があった。この中国語は「中国决不做超级大国，并且反对任何霸权主义和强权政治。」で、「ヘゲモニー」と「覇権主義」を同じ概念に扱われた。
これ以後、中国の外交は『米ソ両超大国の覇権主義に反対』することを主軸の一つとするようになった。たとえば、1978年に締結された日中平和友好条約は第2条に『両締約国は、そのいずれも、アジア・太平洋地域においても又は他のいずれの地域においても覇権を求めるべきではなく、また、このような覇権を確立しようとする他のいかなる国又は国の集団による試みにも反対することを表明する』といういわゆる「反覇権主義条項」が盛り込まれている。
現行の中華人民共和国憲法（82年憲法）においても、前文で外交方針の基本として『独立自主の対外政策を堅持し（略）帝国主義、覇権主義及び植民地主義に反対することを堅持し』との文言を掲げている。

## 覇権主義とされる行動の例

### 中国側の意見
張香山は1975年4月に次のようなソ連の行動を覇権主義とした：
1. 周辺国の領土を不法占拠し、絶対返還しない（たとえば日本の北方領土、中国の珍宝島）。
2. 経済協力の名のもとに「衛星国」や「第3世界」と呼ばれる国々を搾取している。
3. 他国の共産党に自国の政策に従うように、軍事的な圧力をかけている。
4. 自国の帝国主義的な行動を正当化するために、一連の新しい理論を捏造している。
5. 常に他国の内政に干渉し、他国の現政府を転覆させようとしている。
6. 外国を侵略し、戦争に負けた国の人々を奴隷化している。
7. 他国へ軍隊を送り、現地の独立運動を弾圧している。
8. 世界中に軍事基地を設置し、他国の主権を侵害している。
9. 国民のための予算を犠牲して核兵器を開発し、幸福度を上げることより軍事予算を拡大させている。
10. 大量の武器を売り、世界最大の軍事商人となっている。

### 日本側の意見
日本共産党の綱領（2020年1月18日改訂）によると、次のような事項を批判する際に覇権主義の文言を用いている
1. （ソ連による）他民族への侵略と抑圧
2. （アメリカによる）一国の利益を世界平和の利益と国際秩序の上に置き、国連をも無視して他国にたいする先制攻撃戦略をもち、それを実行する(軍事的覇権主義)
3. （アメリカによる）経済の「グローバル化」を名目に世界の各国をアメリカ中心の経済秩序に組み込もうとする経済的覇権主義
4. （中国やロシアを念頭に）いくつかの大国で強まっている大国主義・覇権主義は、世界の平和と進歩への逆流[9]

同様に、覇権主義に対峙する価値体系として、
1. 国連憲章に規定された平和の国際秩序
2. すべての国の経済主権の尊重および平等・公平を基礎とする民主的な国際経済秩序

を挙げている。